# Lyonel Rossant
Lyonel Rossant, né le 24 décembre 1952 à Paris et mort le 14 février 2016 à Nice, est un pédiatre français.
Il a écrit de nombreux ouvrages et encyclopédies pédiatriques, et il a participé régulièrement à des émissions à la télévision ou la radio.

## Biographie
Ancien Interne des Hôpitaux de la Région de Paris, Lyonel Rossant a exercé à Nouméa en Nouvelle-Calédonie avant de revenir en métropole en 1988. Il y a exercé la pédiatrie à Nice, en cabinet privé, au CHU de Nice, en maternité, en crèche et en PMI. Il était expert auprès des tribunaux de la Cour d'Appel d'Aix-en-Provence, figurait sur la liste nationale CNAmed des experts en responsabilité médicale et enseignait dans les écoles de puériculture, de sages-femmes et d'éducateurs de jeunes enfants.
Il a animé pendant quelques années une rubrique santé quotidienne sur France Bleu Azur et une rubrique télévisée consacrée aux enfants sur la chaîne câblée Nice Télévision. Il a participé également de façon régulière à l'émission Priorité Santé sur RFI au cours de laquelle il répondait en direct aux questions des auditeurs francophones du monde entier.

## Ouvrages médicaux
Lyonel Rossant a écrit huit Que-Sais-Je ? de pédiatrie aux PUF (Le nouveau-né, L'alimentation du nourrisson, L'alimentation du jeune enfant, Le développement du jeune enfant, Les intoxications de l'enfant, La médecine des voyages, La peau et le soleil, Les maladies du nourrisson) dont la plupart ont été traduits en plusieurs langues.
Il a écrit un livre pédiatrique, le Pediabook, aux éditions Minerva, et une encyclopédie sur l'alimentation de l'enfant (Bien nourrir son bébé, aux éditions Odile Jacob). Il a aussi coécrit avec son épouse, Jacqueline Rossant-Lumbroso, également médecin, deux encyclopédies médicales chez Robert Laffont dans la collection Bouquins (Votre Enfant et Votre Santé).
Il a dirigé pendant 10 ans  la collection Vivre et Comprendre des Éditions Ellipses riche de plus d'une quarantaine de titres, et a notamment rédigé, en collaboration avec le vétérinaire Valérie Villemin, celui sur l'enfant et les animaux.
Il a participé régulièrement à la rédaction des magazines Famili, Enfants-Magazine, Alternative Santé, Parents, TopFamille, et Maman !. Il est aussi l'auteur avec son épouse de la partie encyclopédique du site Internet Doctissimo.
Il a coécrit avec Christine Schilte Le Pédiabook, tout savoir pour traiter et guérir l'enfant de 0 à 3 ans, paru en octobre 2000 aux éditions Minerva.